# Upplands runinskrifter 779
Upplands runinskrifter 779 är en vikingatida runsten av granit vid Svinnegarns kyrka, Svinnegarns socken och Enköpings kommun. Runstenen är 1,75 meter hög, 1,2 meter bred och 0,5-0,15 meter tjock. Stenens överdel är avslagen. Stenen låg tidigare som tröskel mellan kyrkan och sakristian men lyftes ut och restes på sin nuvarande plats, till vänster om kyrkans västra port, 1946. Stenens ursprungliga placering är inte känd. Inskriften nämner att det rör sig om två stenar och det är troligt att den skrivningen syftar på denna sten och U 762 som har en i stort sett likalydande skrift. U 762 står i Brunna och det är därför troligt att U 779 också haft sin ursprungliga plats där.

## Inskriften
Translitterering av runraden:
iaruntr × raisti × staina + (þ)... ...r + iarl + sun × sin × kuþ hialbi + ant hans
Normalisering till runsvenska:
Iarundr ræisti stæina þ[essa æfti]ʀ Iarl, sun sinn. Guð hialpi and hans.
Översättning till nusvenska:
Järund reste dessa stenar efter Jarl, sin son. Gud hjälpe hans ande.